# Abierto de la India
El Abierto de la India fue un torneo de snooker, profesional y de ranking, que se celebró en diferentes puntos de la India entre 2013 y 2019.
Matthew Selt, que se impuso por 5-3 a Lyu Haotian en la final de la edición de 2019, quedó como último ganador.

## Historia

### Ganadores
| Año  | Ganador        | Resultado | Subcampeón     | Sede          | Referencias |
| ---- | -------------- | --------- | -------------- | ------------- | ----------- |
| 2013 | Ding Junhui    | 5-0       | Aditya Mehta   | Nueva Delhi   | [ 1 ]       |
| 2015 | Michael White  | 5-0       | Ricky Walden   | Bombay        | [ 3 ]       |
| 2016 | Anthony McGill | 5-2       | Kyren Wilson   | Hyderabad     | [ 4 ]       |
| 2017 | John Higgins   | 5-1       | Anthony McGill | Visakhapatnam | [ 5 ]       |
| 2019 | Matthew Selt   | 5-3       | Lyu Haotian    | Cochín        | [ 2 ]       |